# Leopold Casper

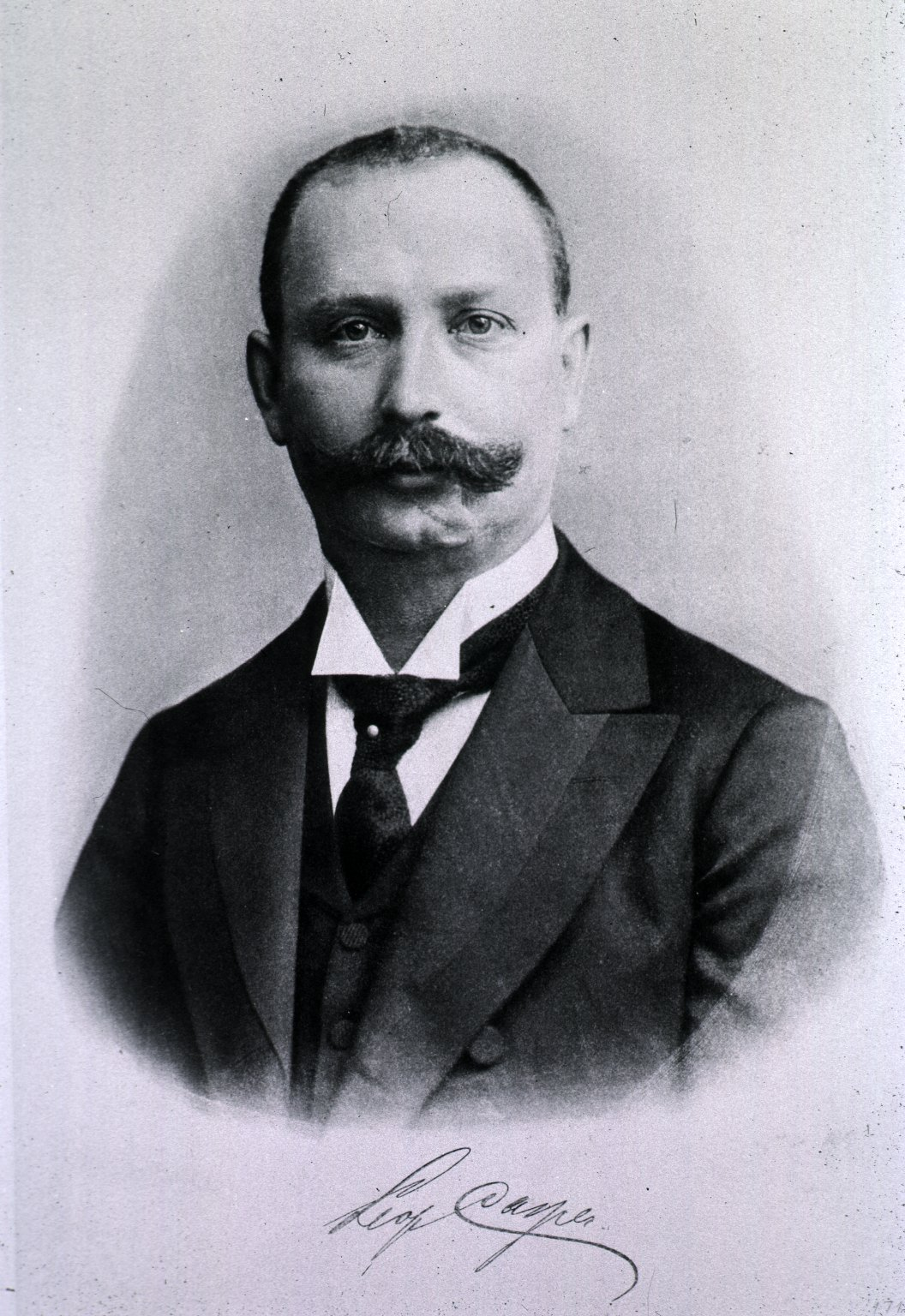
Leopold Casper

Leopold Casper  (* 31. Mai 1859 in Berlin; † 16. März 1959 in New York City) war ein deutscher Urologe.

## Leben
Casper studierte Medizin in Berlin, London und Wien. 1883 wurde er in Berlin promoviert und habilitierte sich 1892. Er lehrte zunächst als Privatdozent und ab 1922 als außerordentlicher Professor. Mit der Machtübernahme durch die Nationalsozialisten 1933 wurde ihm als Juden die Lehrbefugnis entzogen. Er ging ins Ausland und war ab 1941 in New York City.
Er führte funktionale Nierendiagnostik in die Urologie ein und entwickelte ein Spezial-Zystoskop und einen Blasenkatheter. Er war Herausgeber der Zeitschrift für Urologie und 1906 Gründungsmitglied der Deutschen Urologischen Gesellschaft. 1913 war er Präsident des 4. Urologenkongresses in Berlin.
Sein Lehrbuch der Urologie wurde auch 1910 ins Englische übersetzt.
Er war Autor in der Real-Encyclopädie der gesammten Heilkunde (4. Auflage).

## Schriften
- Lehrbuch der Urologie mit Einschluss der männlichen Sexualerkrankungen, Urban & Schwarzenberg, 5. Auflage 1932